# Yot Fa

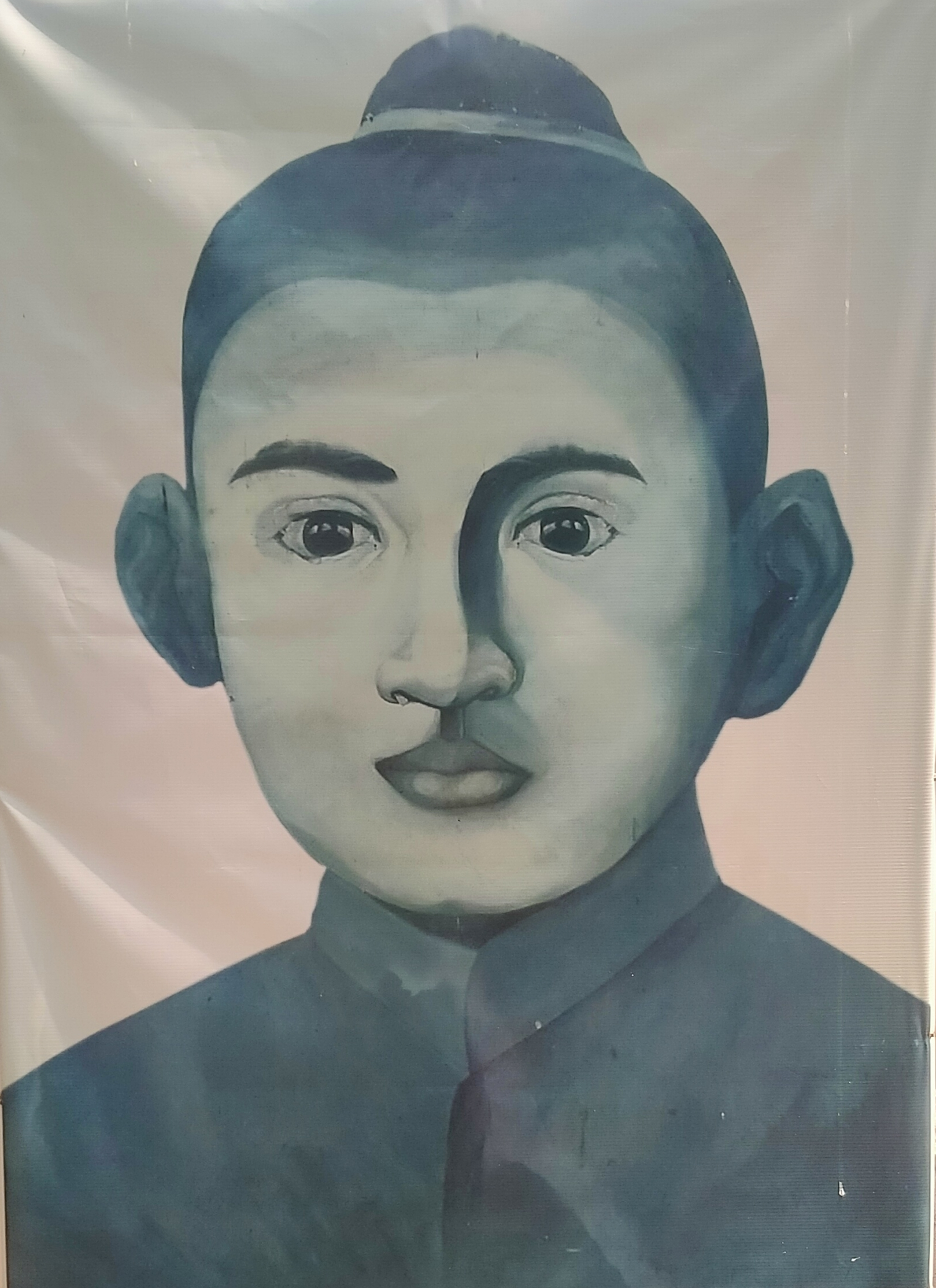
Yot Fa

Yot Fa (vollständiger Name: Somdet Phra Chao Yot Fa, Thai: สมเด็จพระเจ้ายอดฟ้า, auch: Phra Kaeo Fa, พระแก้วฟ้า) (* 1535/36; † Juni 1548) war der 15. König des siamesischen Königreiches Ayutthaya. Er regierte zwei Jahre lang von 1546/47–1548/49 (C.S. 908–910).
König Chairachathirat starb 1546/47 auf dem Rückweg von einem erfolglosen Kriegszug nach Lan Na. Er hinterließ zwei Söhne, beide von seiner Königin Thao Si Sudachan (Thai: แม่อยู่หัวศรีสุดาจันทร์). Der ältere, Prinz Yot Fa, wurde im Alter von elf Jahren von der „Versammlung der buddhistischen Mönche, Brahmanen, Minister, Poeten, Weisen und Astrologen eingeladen, das Reich zu regieren, die königlichen Traditionen zu achten und die glorreiche Linie der Sonne weiterzuführen.“ Seine Mutter wurde dabei als Regentin eingesetzt.
Der Chronist Jeremias Van Vliet, Kaufmann der Niederländischen Ostindien-Kompanie (VOC), der von 1633 bis 1642 in Ayutthaya lebte, beschreibt den König so: 

„Der Sohn des verstorbenen Chaiyaracha wurde König als er zehn Jahre alt war. Er wurde Phra Yot Chao genannt. Er war ein vielversprechender junger Prinz, ein jeder glaubte, er würde seinem Vater in jeder Hinsicht nachfolgen. Er liebte es ungemein zu jagen, auf dem Pferd durch Wälder, Wiesen und Felder zu streifen und vom Elefantenrücken aus zu kämpfen. Jedoch lebte er nur drei Jahre lang, er wurde von der Konkubine seines Vaters, Mae Si Suda Chao, mit Gift und Magie ermordet.“

## Nachfolge
Kurz nach der Krönung von Yot Fa lernte die Regentin den Tempel-Wächter Phanbut Si Thep (พันบุตรศรีเทพ) kennen. Sie verliebte sich in ihn und ließ ihn nach kurzer Zeit mit dem Titel „Khun Chinnarat“ (ขุนชินราช) ehren. Insgeheim schmiedeten die beiden den Plan, König Yot Fa abzusetzen und Khun Chinnarat statt seiner auf den Thron zu setzen. Dazu beförderte die Königin ihn zu „Khun Worawongsa“ (ขุนวรวงศาธิราช), dem Leiter der Registrationsbehörde, deren Büro in der Nähe ihrer Residenz lag.
Im Jahr darauf ließ der Liebhaber von Sudachan Prinz Yot Fa vergiften, um sich selber als Khun Worawongsathirat (ขุนวรวงศาธิราช) auf den Thron zu setzen. Nach sechs Monaten wurde er wiederum von den führenden Adeligen des Reiches ermordet. Sein Nachfolger war der Halbbruder Chairachas, Prinz Thianracha. Er wurde im Juli 1548 als Maha Chakkraphat zum 17. König von Ayutthaya gekrönt.